# Fotografia di matrimonio

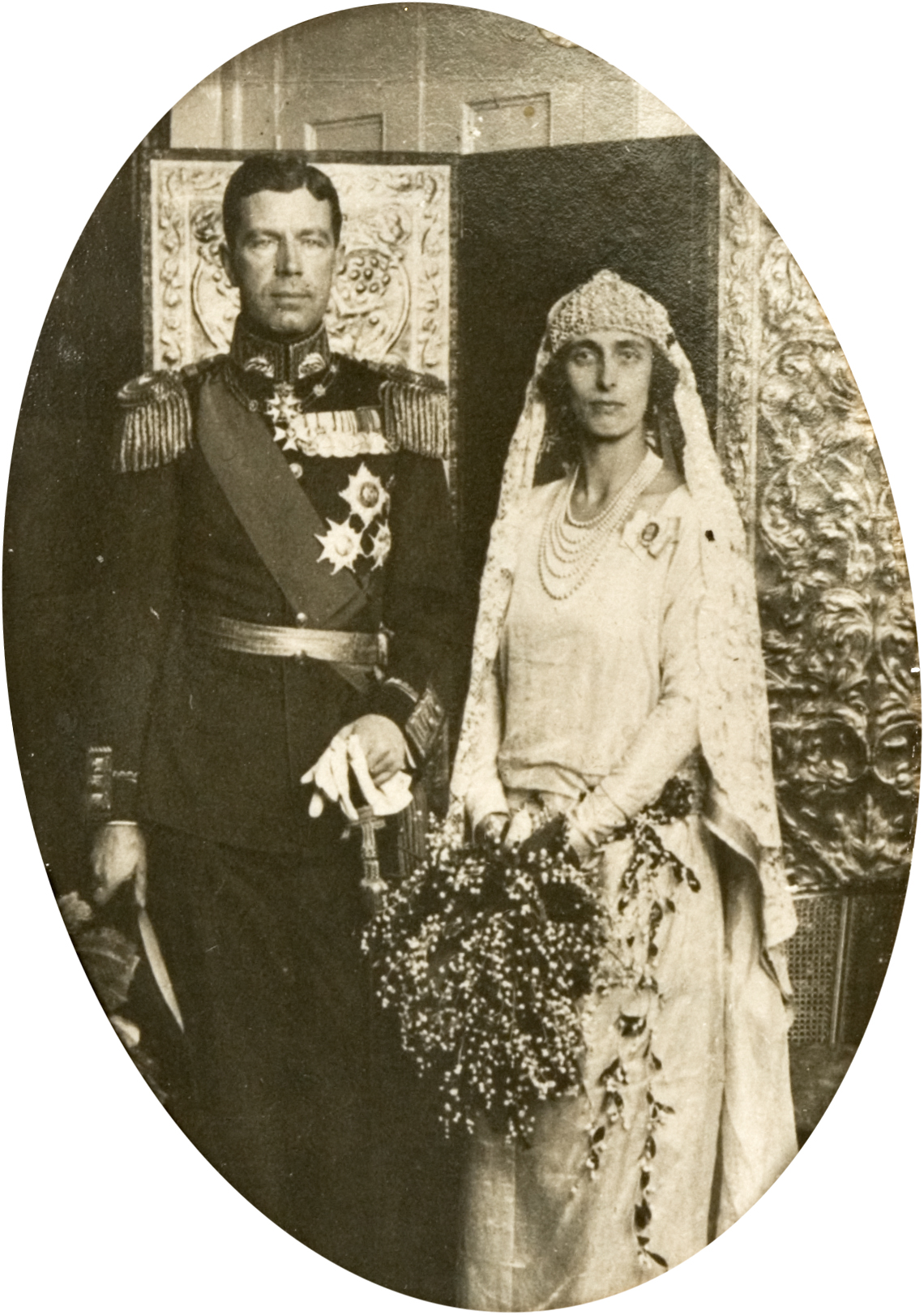
Matrimonio reale con ritratto formale, 1923

La fotografia di matrimonio è un genere di fotografia sociale praticata in occasione di uno sposalizio.

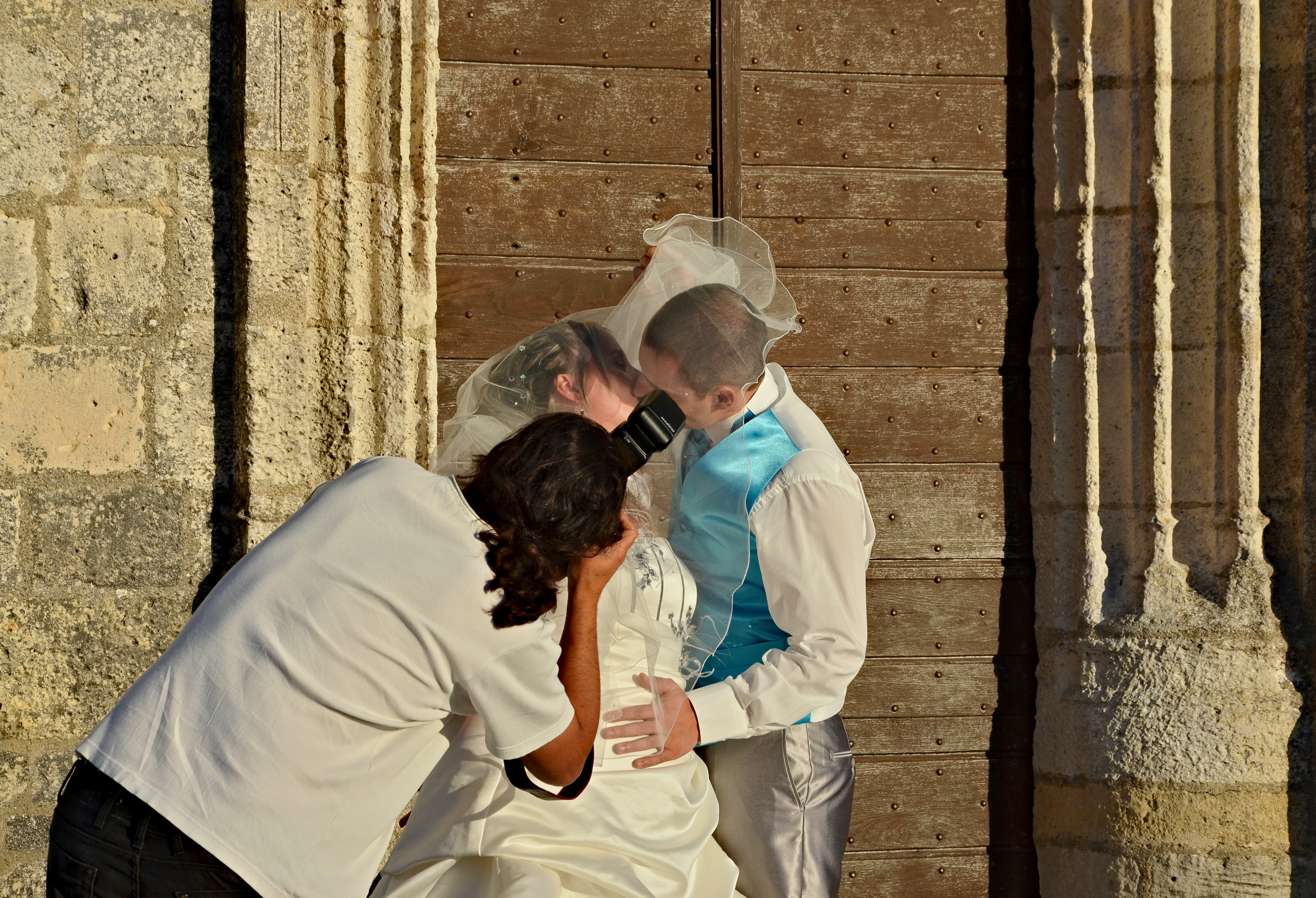
Ripresa

È un particolare esercizio fotografico, molto codificato e realizzato da fotografi professionisti dei quali è l'attività principale. Questa specializzazione viene a volte denigrata per il suo lato "non artistico". Mescola reportage, ritrattistica, composizione, padronanza dell'evento, personalizzazione e un know-how relativo ai professionisti del matrimonio .

## Principi e pratiche
Il servizio fotografico di questo giorno non è così semplice da realizzare come potrebbe sembrare: alle difficoltà puramente tecniche, si aggiunge lo stress, perché non solo è impossibile ricominciare da capo, ma, inoltre, gli sposi e le loro famiglie hanno spesso un'idea idealizzata del matrimonio e si aspetta che il fotografo la riproduca nel suo lavoro. I fotografi professionisti, con una buona conoscenza di questa specializzazione, sanno come anticipare le richieste più diverse.
Ognuno con uno stile tutto suo, interviste e ricerche durante i preparativi vengono utilizzati per determinare la scelta del fotografo e affidargli la cura di produrre le immagini in completa complicità.
Oggi i fotografi preferiscono le fotocamere digitali, per consentire una maggiore facilità di ripresa (visione immediata della foto, post-elaborazione, costi).
L'uso di più fotocamere permette il cambiamento inaspettato dell'ottica sui modelli con obiettivo intercambiabile (SLR), in particolare tra breve (grandangolo) e lunga distanza (teleobiettivo).

## Foto in posa
Immaginiamo gli sposi fuori dalla chiesa, nella villa del ricevimento, mentre si baciano o si abbracciano. Questo è il classico esempio di una foto in posa. In questo tipo di scatto gli sposi diventano i protagonisti del servizio fotografico, la rappresentazione di ciò che ha in mente il fotografo. Può sembrare uno stile "antico", ormai datato ma non è sempre così. 
Al giorno d'oggi per un fotografo di matrimonio realizzare questo tipo di foto significa semplicemente collaborare con gli sposi per avere la massima resa estetica possibile nell'ambiente in cui ci si trova e non tutto il servizio fotografico deve essere fatto obbligatoriamente nello stesso stile.

## Fotoreportage
Negli ultimi anni la richiesta di un servizio fotografico in posa per il proprio matrimonio è calata notevolmente a favore dello stile reportage che ha preso molto piede ed è quello attualmente preferito e più richiesto dai futuri sposi.
Il fotoreportage non è altro che il racconto del matrimonio attraverso delle foto spontanee e che raccontino le nozze nel modo più naturale possibile.
Sarà dunque il fotoreporter di matrimonio a decidere quali momenti riprendere, non chiedendo agli sposi di mettersi in un determinato luogo o posizione ma per esempio scattando foto naturali mentre si trovano all'interno della chiesa o al ricevimento mentre festeggiano con i propri invitati.

## Galleria d'immagini

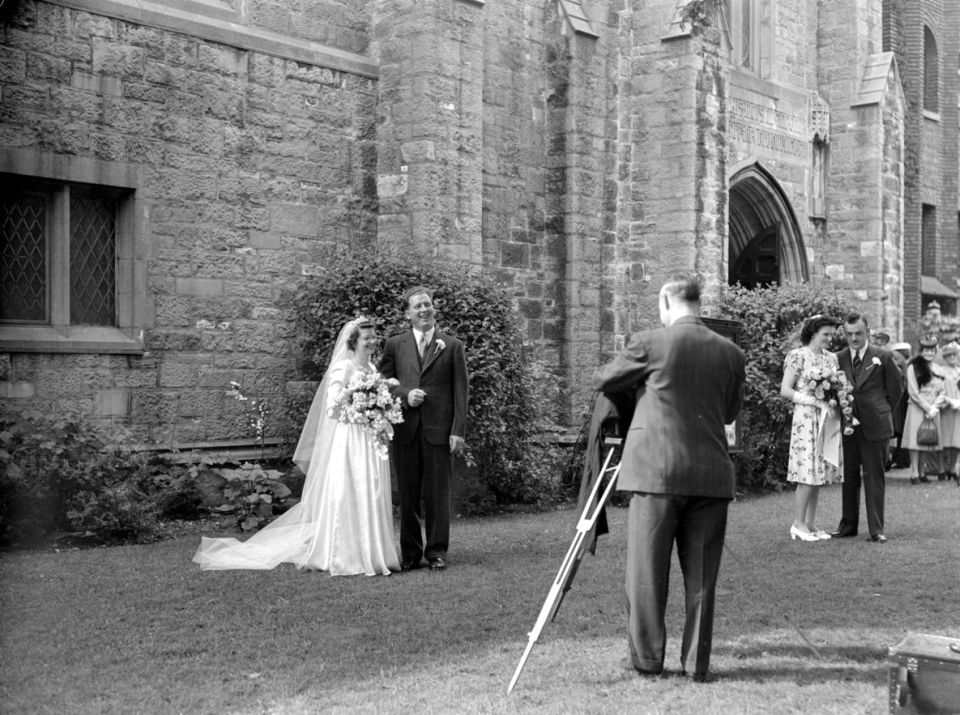
Coppia di giovani sposi posano davanti a una chiesa di Montréal, foto di Conrad Poirier, 1945
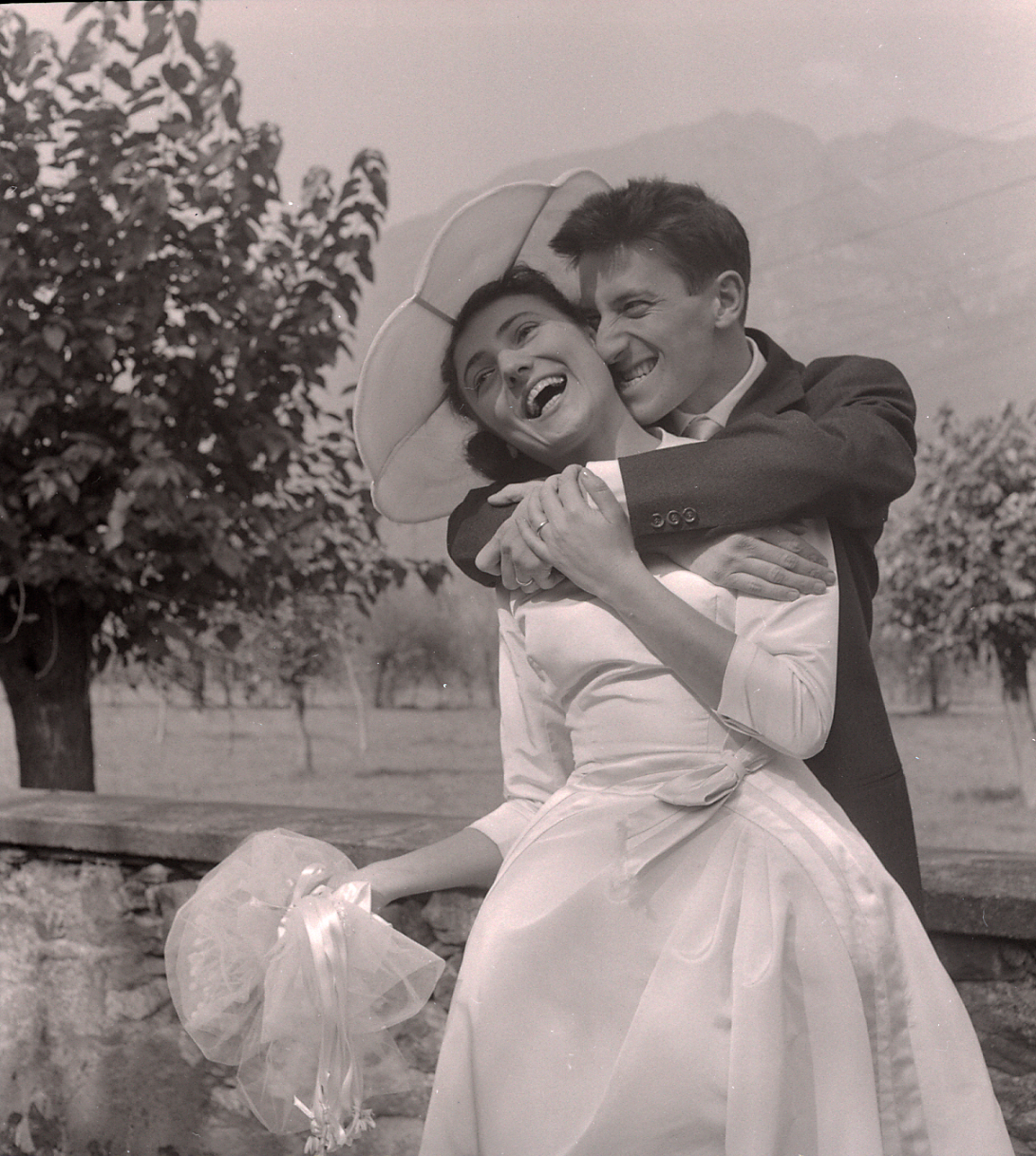
Ritratto in posa informale di un matrimonio in Italia nel 1960, foto di Paolo Monti
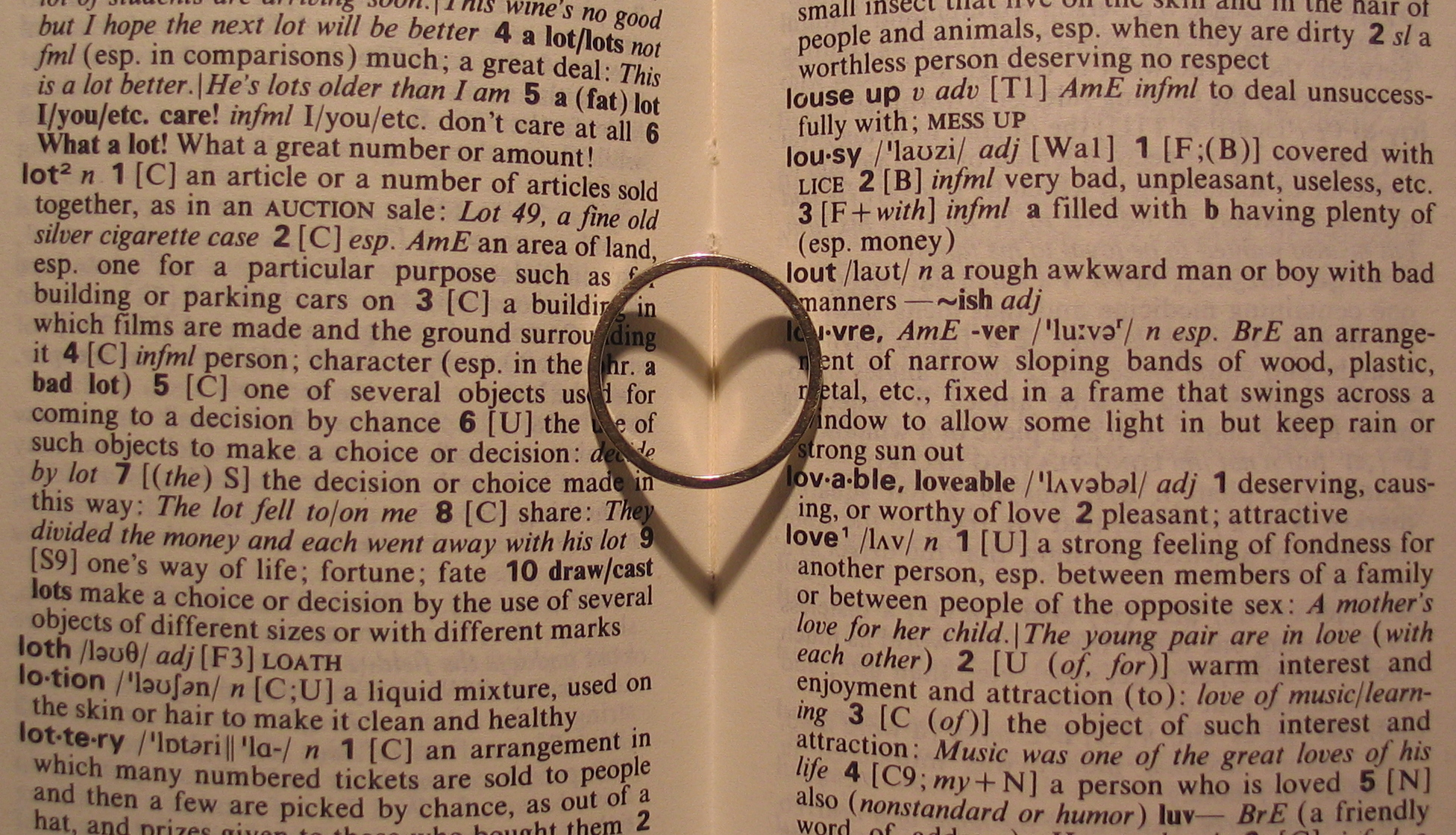
Gioco di luci
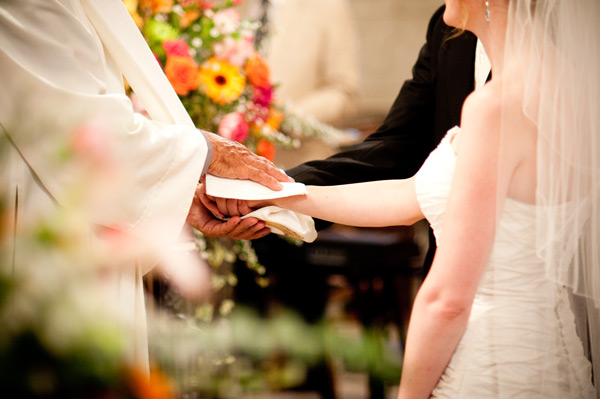
Benedizione degli sposi
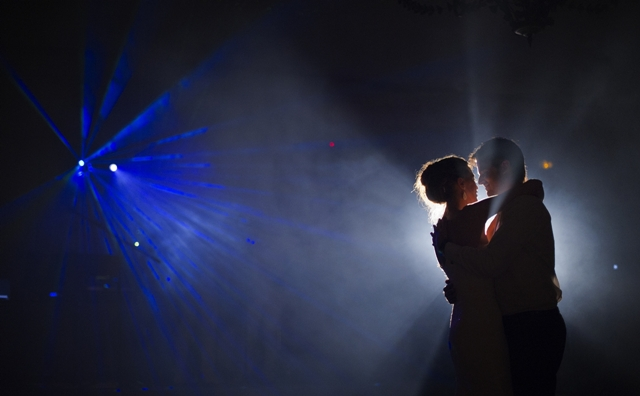
Ouverture del ballo